# Jochberg (Adelsgeschlecht)

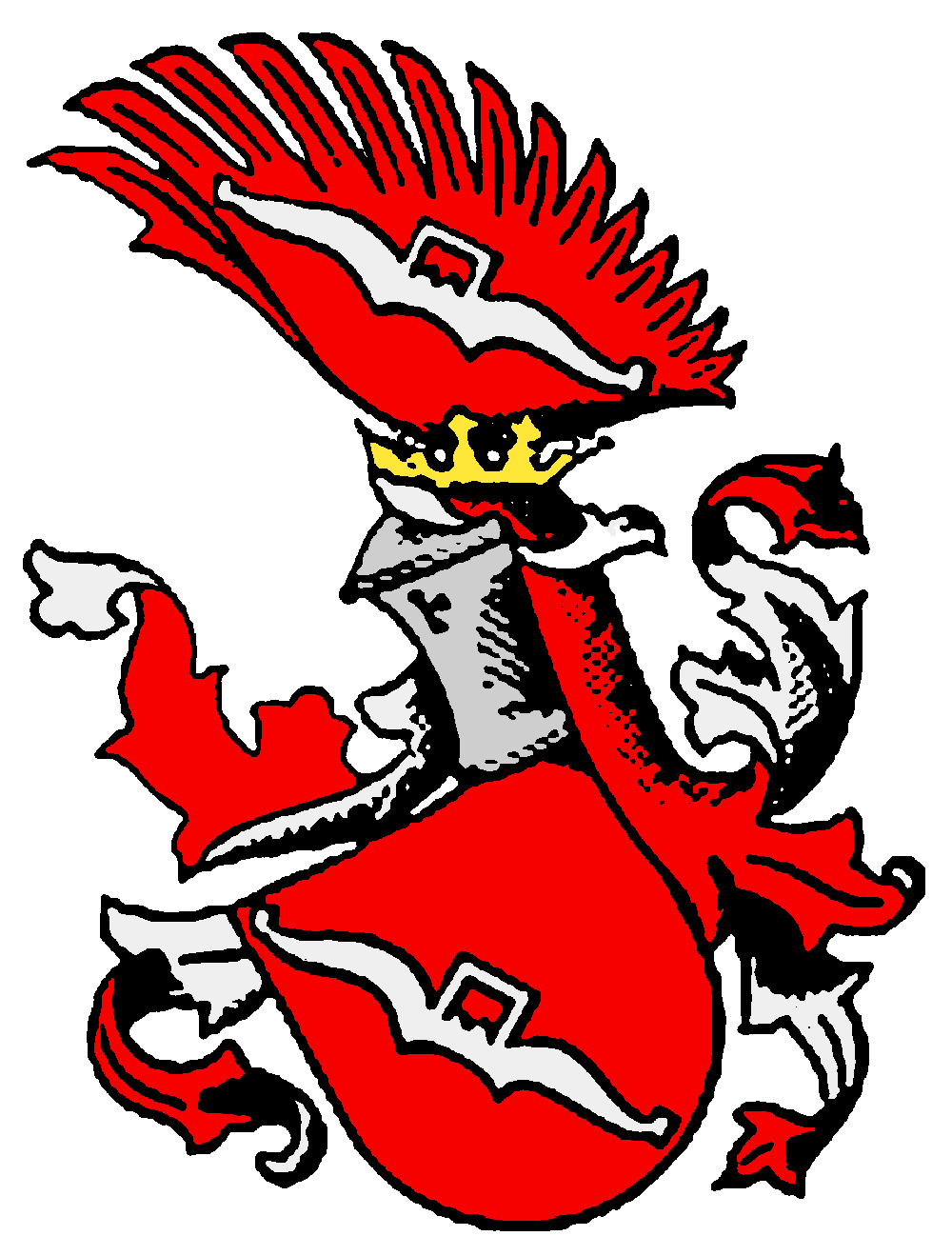
Wappen derer von Jochberg

Die Familie Jochberg (Jochperg) ist eine adelige Bündner Familie, deren Herkunft unklar ist.
Sie tauchte erstmals im 15. Jahrhundert in Laax und Sagogn in politisch führender Stellung auf. Vertreter der Familie nahmen verschiedene Ämter im Grauen Bund wahr. Zu vermuten ist Aufstieg aus dem Bauernstand unter neuem dt. Namen oder Zuwanderung (Siehe Bayern). Die Familie kam zu Wohlstand durch Dienst in der französischen Armee und durch Heirat mit führenden Landesfamilien wie Rink von Baldenstein, Beeli von Belfort, Ninguarda, Mont, Marmels, Capol und Planta.

## Wappen
Das Wappen der Jochberg zeigt in rot ein silbernes Ochsenjoch (oder ein Armbrustjoch). Auf dem gekrönten Helm mit rot-silbernen Decken ein wie der Schild bezeichneter geschlossener roter Flug.

## Namensbedeutung
Die Herkunft des Namens liegt im Mittelalter und bezeichnete ursprünglich eine Rodungssiedlung. Wie für diese Zeit typisch, existierten aufgrund der fehlenden einheitlichen Rechtschreibung verschiedene Schreibweisen. In historischen Urkunden finden sich folgende Formen: „Johperch“ (1151), „usque in summitatem montis lochperch“ (1216) und „infra montem, qui dicitur Jachperg“ (1240). In deutschsprachigen Dokumenten erscheint der Name häufig in Verbindung mit Präpositionen, beispielsweise als „auf dem Jochperg“ (1416) oder „im Jochperg“ (1480). Die Präposition „von“ ist im Namen im Laufe der Zeit weggefallen.

## Aufstieg und Einfluss
Das plötzliche Auftauchen der Jochberg in allerhöchsten Ämtern lässt die Vermutung zu, dass die Familie erst zu dieser Zeit – bereits in gehobener Stellung – in die Bünde zugewandert ist, und zwar aus Bayern. Dies könnte auf die militärischen und später auch politischen Tätigkeiten von Johannes (Hans) von Jochberg sowie auf seine erste Heirat mit einer Rink von Baldenstein zurückzuführen sein, durch die die Familie an Bedeutung gewann. Hans von Jochberg diente 1513 als Hauptmann im Dijonerzug, war 1515–1517 Podestà in Trahona und von 1521 bis 1523 Landvogt in Maienfeld. 1522 erhielten er und seine Brüder ein kaiserliches Adelsdiplom von Kaiser Karl V. für ihre treuen Dienste. Das Adelsdiplom wurde am 1. Mai 1522 in Brüssel ausgestellt und erhob die Familie seitdem in den Reichsadelstand. Zuvor war die Familie nicht dem Patriziat klassifiziert. Hans von Jochberg erhielt dann 1535 durch seinen Wohnsitz in Sagogn und den Erwerb des dortigen Schlossturms Aspermont-Fraissen Zugang zum Landrichteramt, der höchsten politischen Würde des Grauen Bundes. Hans von Jochberg reversierte zudem, dass er den kleinen Hof in Sagogn als Mannlehen vom Churer Bischof erhalten habe (3. Mai 1524). Verwandter Jörg von Jochberg war 1533 Ammann zu Laax.
Hans' Bruder Alexander, der in Laax lebte, wurde Ammann der Gerichtsgemeinde der Freien und – da Laax nicht zur Landrichterwürde berechtigte – Mitglied des Bundesgerichtes der Fünfzehn zu Trun. Beide Brüder besetzten zudem Veltliner Ämter.
Gallus von Jochberg, ein Sohn von Hans und Bruder von Jochum, unterhielt eine rege Korrespondenz mit Zeitgenossen und legte die wertvolle Jochberg'sche Urkundensammlung an, die im Bündner Staatsarchiv aufbewahrt wird (siehe Jochberg'sche Urkundensammlung im Churer Staatsarchiv). Gallus von Jochberg gelangte durch Heirat mit Catarina Ninguarda in den Besitz der Herrschaft Löwenberg-Schluein. Zwei gleichnamige männliche Nachkommen von Jochum verlegten den Familiensitz nach Laax, besetzten dort das Ammannamt und vertraten die Drei Bünde auf Gesandtschaften. Conrad von Jochberg, vermutlich ein weiterer Sohn von Hans, ließ sich in Obervaz nieder.
Ein Steivan Caspar von Jochberg zog zur Zeit der Bündner Wirren nach Bergün, wo er in die lokale Oberschicht eingeheiratet haben könnte. Steivan wird mehrfach in der Chronik der Bündner Wirren erwähnt, unter anderem als Gefangener der aufständischen Veltliner im Jahr 1620. Steivan von Jochberg hatte drei Söhne: Caspar, Peter und Cla. Wahrscheinlich war Cla einiges jünger als seine Brüder. Caspar heiratete 1630, Peter 1635, Cla aber erst 1650. Cla Jochberg und Barbla Schalkett hatten mindestens fünf Kinder, mehrere Söhne wurden ebenfalls Mastrel. Cla von Jochberg war unter anderem als Fürsprecher und Geschäftsträger tätig, für die Familie von Planta.
Heute ist die Bündner Familie der Jochberg in den Gemeinden Obervaz, Laax, Bergün und dem Bezirk Plessur anzutreffen.

## Rollen

### Recht
Mehrere Generationen der Jochberg waren Gerichtsmänner des Grauen Bundes sowie anderer Hochgerichte. Viele Familienangehörige waren Mitglieder der Freiherren von Sagogn, der Freien von Laax sowie der Freiherren von Vaz. Vertreter der Familie Jochberg nahmen juristische Tätigkeiten in Hochgerichten wahr und erstellten Gerichtsberichte, Amtsbücher und Handelsakten. Landesberichte über die Verwaltung des Kantons Graubünden sind im Staatsarchiv Graubünden (6. Juni 1575) zu finden. Weitere Familienmitglieder waren Bauern, Lehrer und Senn.

### Gesellschaft
Viele Mitglieder der Familie Jochberg waren hummanistische, aristokratische Geistige, die sich in Zeiten der Aufklärung für die Volksaufklärung einsetzten. In der Geschichte der Bündner Hexenverfolgung fällt der Name Jochberg häufig. Der erwähnte Cla Jochberg, der den Bergüner Gerichtshof leitete, nahm eine Geschäftsfrau namens Luzia in Schutz, der nach einem Unfall mit acht Todesopfern Hexerei vorgeworfen wurde. Mastrel Cla Jochberg versuchte, das Geschehen auf eine rationale Grundlage zu stellen. Auch der Jochum von Jochberg, Ammann der Freien von Laax, fällte 1575 ein Urteil in einem Streit zwischen Kestris und Syffis über die Reparatur des Kirchendaches von Kestris, bei dem Hexerei Anschuldigunen involviert waren.
Ein weiteres Beispiel hierfür ist ein amtliches Dokument aus dem Jahr 1661, das die Tätigkeit von Schätzern neu regelte. Das Gesetz schrieb vor, dass nur vereidigte Personen als Schätzer fungieren durften, um Korruption und fehlerhafte Bewertungen zu vermeiden.

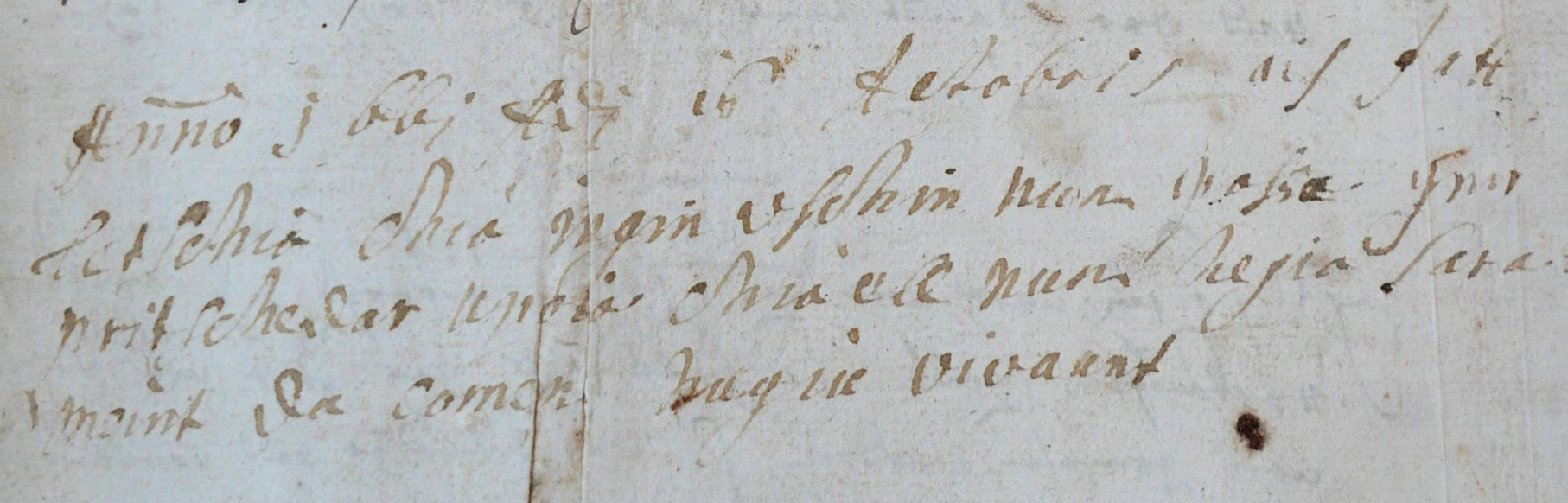
Amtliches Dokument von 1661 über die Zulassung vereidigter Schätzer

Im Juni 1887 verbrachte der deutsche Philosoph Friedrich Nietzsche einige Zeit auf der Lenzerheide. Die Jochberg hatten zur Zeit von Niezsches Aufenthalt einen wichtigen Einfluss auf die Region. Insbesondere Dr. Luzius Brügger-Jochberg (Siehe heute Dr. Luzius Brügger-Jochberg‘sche Ferienstiftung), ein Arzt und Aktivist, setzte sich für den Ausbau der touristischen Infrastruktur ein und spielte eine massgebliche Rolle in der Förderung von Ferienkolonien und der Verbesserung der Gesundheitsversorgung in der Region. Obwohl keine direkte Verbindung zwischen Niezsche und der Jochberg dokumentiert ist, ist es denkbar, dass der Philosoph in seiner Zeit auf der Lenzerheide mit den gesellschaftlichen und kulturellen Entwicklungen in Kontakt kam. Nietzsche, der oft die modernen Entwicklungen seiner Zeit kritisierte, könnte in seinem Werk die Ideale von Fortschrtitt und Modernisierung, wie sie durch deren von Jochberg vertreten wurde, thematisiert haben. (Siehe Fragment „Der europäische Nihilismus“.)
In Zusammenhang mit den Jenischen sind die Jochberg ein umstrittenes Thema.

## Ehemalige Besitztümer
- Schloss Salenegg: Mehrere Generationen der Jochberg lebten hier. Im Gartensaal befindet sich ein Gemälde mit Wappen von 40 Bündner Adelsfamilien.
- Burg Schiedberg: Die Jochberg waren hier in Verbindung mit den Freiherren von Sagogn ansässig.
- Burg Löwenberg: Diese Burg war im Besitz von Gallus von Jochberg, der als Landschreiber tätig war.
- Burg Navagl: Die Jochberg hatten hier Besitzrechte durch ihre Verbindung mit den Freiherren von Vaz. Erbaut im 13. Jahrhundert
- Burg Belfort: Erbaut im 13. Jahrhundert, Hauptsitz der Freiherren von Vaz.
- Casti Aspermont: Das Schloss Casti Aspermont in Sagogn wurde im 16. Jahrhundert von der Adelsfamilie von Jochberg geprägt. Der in französischen Diensten geadelte Ritter Hans von Jochberg ließ ein mächtiges Wohnhaus neben einem bereits bestehenden Turm errichten und vereinte beide Bauwerke zu einer imposanten Schlossanlage. Von etwa 1520 bis 1538 befand sich das Schloss im Lehensbesitz der Familie, bevor Hans von Jochberg es 1539 als Privatsitz erwarb. In den folgenden Jahrzehnten lebten mehrere Generationen der Familie von Jochberg im Schloss. Die Familie spielte eine bedeutende Rolle im Staatswesen der Drei Bünde, insbesondere als Staatschreiber und frühe Vertreter des Humanismus. Später wurde das Schloss von der italienischen Einwandererfamilie Castelli mit Maurerarbeiten erweitert. Heute befindet sich Casti Aspermont im Besitz von Wolfram Kuoni (Zürich/Sagogn) und wird sowohl privat als auch für kulturelle Anlässe genutzt.
- Weitere Hufen sind im Besitztum derer von Jochberg.

## Siegel

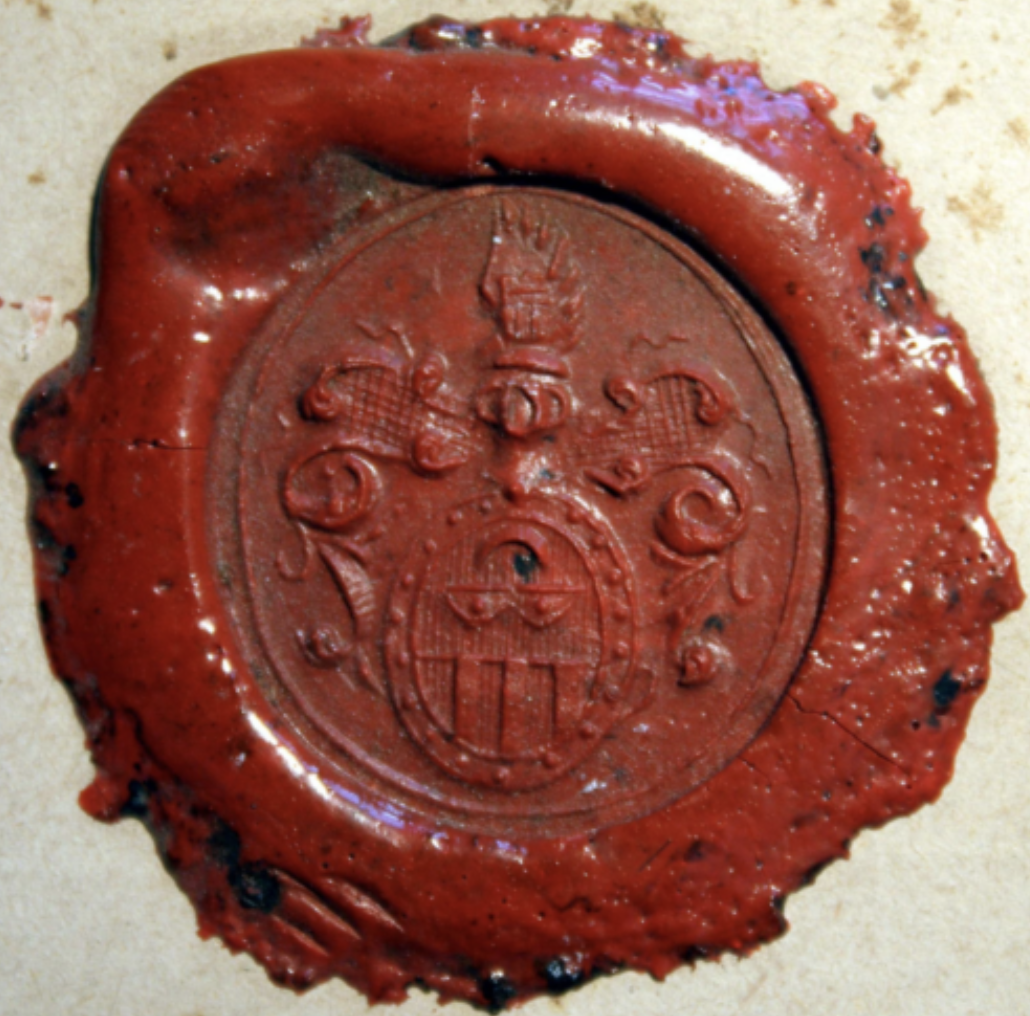
Siegel der Jochberg

Die Korrespondenz der Familie von Jochberg wurde mit roten Siegeln versehen. Erhalten sind wenige Exemplare, siehe Staatsarchiv des Kantons Graubünden: S1.S02705 Siegelsammlung des Staatsarchivs Graubuenden Jochberg von Obervaz.

## Vertreter der Familie
- Hans (Hanns) und Alexander von Jochberg, 1475 bis 1568, von Laax und Sagogn. Verheiratet in erster Ehe mit Maria Rink von Baldenstein (Ringk von Tagstain) und in zweiter Ehe mit Proceda (Praxedis) von Chur. 1515 Podestat von Traona. 1521–22 / 1535–1536 Landammann der Gruob. 1535–36 Landrichter des Grauen Bundes. 1537 Kommissar in Chiavenna. Hauptmann in franz. Diensten. 1513 Teilnahme am Zug von Dijon. 1522 erhielt er von Kaiser Karl V. den Adelsbrief als Junker. Wohnsitz im Turm Casti Aspermont (Fraissen) Sagogn. Mitunterzeichner des Glurnser (Maiser) Vertrag 1534 zwischen Vertretern der Drei Bünde und den österreichischen Kommissarien zur Regelung verschiedener Streitigkeiten (Gotteshausleute im Vintschgau, Neuerungen in der Herrschaft Rhäzüns, Aufhebung des Klösterleins im Prättigau u. a.).
- Gallus (Galles, Gallis, Gallas) von Jochberg, um 1600, Sohn des Hans, Landschreiber um 1556/1561 und Podestat im Veltlin, Autor der Jochberg'schen Urkundensammlung im Bündner Staatsarchiv. Besitzer der Herrschaft Löwenberg-Schluein. Hat zwei Söhne, Jochum und Hans. Ehemann von Catarina Ninguarda. Landammann in Inlantz (Ilanz) 1568. Podestat zu Morben (Morbenn, Morbend, Morbegno) 1570.
- Marti von Jochberg, Sohn des Gallus, um 1550, wohnhaft in der Gruob.
- Jochum (Jochim, Jochem, Jachimo) von Jochberg. Landamman in der Gruob, Studium in Basel. Gest. 1554, Sohn des Hans, Landschreiber um 1545/1553 und Podestat im Veltlin (Morbegno) 1574[1]. Commissar Ammann 1579.
- Conrad von Jochberg, Obervaz.
- Alexander (Allexander) von Jochberg, Bruder von Hans, in Laax. Ammann der Gerichtsgem. der Freien zu Laax zwischen 1536[2] und 1545. Mitglied des Bundesgerichtes der Fünfzehn zu Trun.
- Jeryg (Jörig) von Jochberg, Ammann der Freien von Laax 1538/1539.
- Johannes (Hanns) von Jochberg, 1554, Sohn des Jochum, Vetter des Junkers Gallys (Gallus), Student in Basel. Podestat um 1571 in Sagenndz (Sagens).
- Heinrich von Jochberg
- Anna von Jochberg, verheiratet mit Gilly von Mont 1561, wohnhaft in Sevgein, verschwägert mit Paul von Capol.
- Hans von Jochberg, Sagens, Sohn von Gallus. Landammann der Gruob 1577. Verheiratet mit Margrita Ruttemeny (Rüttimann).
- Joder (Theodoro) von Jochberg, aus Chiavenna, Kommissar zu Cleffen (Chiavenna) 1550. Hauptmann 1554.
- Maria von Jochberg, um 1586, Zollentschädigung an Zollerin in Reichenau für Durchpass von Kriegsvolk erwähnt.
- Jörg (Joachim, Jöri, Jachum) von Jochberg, Fähnrich um 1571, Podestat zu Trauona 1584, Hauptmann in der französischen Armee 1596 für den Sold von 100 Ecus pro Monat. Ammann der Freien von Laax 1602/1603. Um 1607 in Vella.
- Crista (Kristen) von Jochberg, Sohn des Jöri, um 1578, verheiratet mit Trina Wyolt.
- Rudolff (Rudolph) von Jochberg, 1558, Sohn des Gallus, verheiratet mit Frenly (Vreneli, Frena) von Mundtt (von Mont).
- Nicolaus von Jochberg, um 1561 in Chur, Vetter von Gallus.
- Risch von Jochberg, um 1562.
- Claus (Class) von Jochberg, um 1565/1566, Landweibel des Oberen Bundes.
- Marx von Jochberg, um 1565, Ammann in Laax.
- Jacob von Jochberg, Podestat 1583 von Trahona (Trauona, Traona im Veltlin).
- Mark (Marx?) von Jochberg, 1591, Amman in Laax.
- Gabriel von Jochberg, um 1622, Leutnant im Oberen Bund.
- Caspar von Jochberg, um 1659, Podestà von Teglio.
- Lucas Donatus Faber von Jochberg (1588–1593), Pfarrer in Kästris
- Clo Jochberg?, Chur, Primarlehrer?
- Paul Jochberg von Laax
- Clara von Jochberg (Frau von Jacob Joder Casutt)
- Joachim von Jochberg (1549 Podestà in Valtellina, Ehemann von Maria Beeli von Belfort)
- Luzius Brügger-Jochberg
- Maria Ursula Brügger-Jochberg